# Wahlbezirk Steiermark 4
Der Wahlbezirk Steiermark 4 war ein Wahlkreis für die Wahlen zum Abgeordnetenhaus im österreichischen Kronland Steiermark. Der Wahlbezirk wurde 1907 mit der Einführung der Reichsratswahlordnung geschaffen und bestand bis zum Zusammenbruch der Habsburgermonarchie.

## Geschichte
Nachdem der Reichsrat im Herbst 1906 das allgemeine, gleiche, geheime und direkte Männerwahlrecht beschlossen hatte, wurde mit 26. Jänner 1907 die große Wahlrechtsreform durch Sanktionierung von Kaiser Franz Joseph I. gültig. Mit der neuen Reichsratswahlordnung schuf man insgesamt 416 Wahlbezirke, wobei mit Ausnahme Galiziens in jedem Wahlbezirk ein Abgeordneter im Zuge der Reichsratswahl gewählt wurde. Der Abgeordnete musste sich dabei im ersten Wahlgang oder in einer Stichwahl mit absoluter Mehrheit durchsetzen.
Der Wahlkreis Steiermark 4 umfasste den IV. Bezirk der Stadt Graz (Lend) sowie die Gemeinden Andritz, Eggenberg, Gösting, Gratwein, Judendorf-Straßengel und Sankt Stefan am Gratkorn aus dem Gerichtsbezirk Graz Umgebung.
Aus der Reichsratswahl 1907 ging der Sozialdemokrat Hans Resel als Sieger hervor. Da dieser jedoch das Mandat im Wahlbezirk Steiermark 9 annahm, kam es zu einer Nachwahl, bei der sich Karl Höger durchsetzte. Bei der Reichsratswahl 1911 gewann erneut Resel.

## Wahlergebnisse

### Reichsratswahl 1907
Die Reichsratswahl 1907 wurde am 14. Mai 1907 (erster Wahlgang) durchgeführt. Die Stichwahl entfiel auf Grund der absoluten Mehrheit für Resel im ersten Wahlgang.
| Kandidat                                                                     | Partei                             | Wahlkreisstimmen | Prozent |
| ---------------------------------------------------------------------------- | ---------------------------------- | ---------------- | ------- |
| Hans Resel                                                                   | Sozialdemokratische Arbeiterpartei | 5883             | 66,5 %  |
| Alfred Gürtler                                                               | Deutsche Volkspartei               | 1471             | 16,6 %  |
| Konrad Hopfwieser                                                            | Christlichsoziale Partei           | 1462             | 16,5 %  |
|                                                                              | Sonstige Parteien                  | 30               | 0,3 %   |
| Wahlberechtigte: 12592, Ungültige/Leere Stimmen: 42, Wahlbeteiligung: 70,6 % |                                    |                  |         |

### Reichsratsersatzwahl 1907
Die Reichsratsersatzwahl 1907 wurde am 13. Juli 1907 durchgeführt. Die Stichwahl entfiel auf Grund der absoluten Mehrheit für Höger im ersten Wahlgang.
| Kandidat                                                                 | Partei                             | Wahlkreisstimmen | Prozent |
| ------------------------------------------------------------------------ | ---------------------------------- | ---------------- | ------- |
| Karl Höger                                                               | Sozialdemokratische Arbeiterpartei | 5206             | 82,5 %  |
| Alfred Gürtler                                                           | Deutsche Volkspartei               | 1107             | 17,5 %  |
|                                                                          | Sonstige Parteien                  | 0                |         |
| Wahlberechtigte: 12592, Ungültige/Leere Stimmen: ?, Wahlbeteiligung: ? % |                                    |                  |         |

### Reichsratswahl 1911
Die Reichsratswahl 1911 wurde am 13. Juni 1911 (erster Wahlgang) durchgeführt. Die Stichwahl entfiel auf Grund der absoluten Mehrheit für Resel im ersten Wahlgang.
| Kandidat                                                                      | Partei                             | Wahlkreisstimmen | Prozent |
| ----------------------------------------------------------------------------- | ---------------------------------- | ---------------- | ------- |
| Hans Resel                                                                    | Sozialdemokratische Arbeiterpartei | 5440             | 69,9 %  |
| Hans Burgstaller                                                              | deutsch-freiheitlicher Kandidat    | 1249             | 16,1 %  |
| Christian Fischer                                                             | Christlichsoziale Partei           | 989              | 12,7 %  |
| Friedrich Wanek                                                               | Alldeutsche Vereinigung            | 33               | 0,4 %   |
|                                                                               | Sonstige Parteien                  | 67               | 0,9 %   |
| Wahlberechtigte: 13.859, Ungültige/Leere Stimmen: 68, Wahlbeteiligung: 56,6 % |                                    |                  |         |